# 水戸黄門 (1960年の映画)
『東映オールスター映画 水戸黄門』（とうえいオールスターえいが みとこうもん）は、1960年（昭和35年）8月7日公開の日本映画である。カラー、東映スコープ（2.35:1）、Westrex RECORDING SYSTEM、映倫番号:11878。94分。製作：東映京都撮影所、配給：東映。監督：松田定次。月形龍之介主演による映画版『水戸黄門』シリーズ第13作。
封切り時の同時上映作品はアニメーション映画『西遊記』。両作によるプログラムの配収は2億6694万円で、1960年度の邦画配収ランキング第7位となった。

## 配役
役名と順序はタイトルバックに基づく。
- 水戸光圀：月形龍之介
- 佐々木助三郎：東千代之介
- 渥美格之進：中村賀津雄（中村嘉葎雄）

- 放駒の四郎吉（火消しの元締め）：中村錦之助（萬屋錦之介）
- 水戸中将綱條：大川橋蔵
- 井戸甚左ヱ門（浪人）：大友柳太朗

- お光（四郎吉のいとこ）：丘さとみ
- 糸路（村尾の妹）：桜町弘子
- 継の方（綱條の妻）：大川恵子

- 岡部求馬（石岡藩家老）：三島雅夫
- 朝比奈弥太郎（火盗改同心）：戸上城太郎
- 鯣堂（易者・長屋の住人）：左卜全
- 又蔵（奴）：柳谷寛
- 権次（駕籠かき）：杉狂児
- 藤兵衛（居酒屋の店主）：渡辺篤
- 滝川軍平（浪人）：原健策

- 森下半兵ヱ（町同心）：吉田義夫
- 太った浪人：岸井明
- 放駒の四郎兵ヱ（四郎吉の父）：高松錦之助
- 平内（浪人・長屋の住人）：上代悠司
- 松平播磨守頼明：高島新太郎
- 寺僧：水野浩
- 熊吉（駕籠かき）：伊東亮英
- 織田主計頭：明石潮
- 土屋相模守政直：香川良介

- 茶坊主：中村時之介
- 小次郎（奴）：楠本健二
- 大嶋又三郎（浪人）：小田部通麿
- 由井隼人：五味勝之介
- 亀造（大工・長屋の住人）：石丸勝也
- 放駒の子分：大里健太郎
- お杉（居酒屋の女給）：町田栄子
- 桂昌院：吉野登洋子
- 猪源太（放駒の子分）：尾形伸之介
- 騎馬の使者：月形哲之介
- 嘉七（岸屋の番頭）：大邦一公

- 持明院中納言基時：那須伸太朗
- 茶坊主：源八郎
- 飛脚：疋田圀男
- 清六（岡っ引）：島田秀雄
- 定五郎（岡っ引）：香月涼二
- 村尾新十郎（浪人・長屋の住人）：田中亮三
- 浪人：南方英二
- 水戸家門番：佐々木松之丞
- 鳶の者：神木眞寿雄
- 火廻り：中村幸吉
- 小女：月笛好子

- 将軍綱吉：伏見扇太郎
- 中山備前守：黒川弥太郎
- 治兵衛（長屋の大家）：千秋実
- 金井将監：山形勲
- 岸屋信右ヱ門：薄田研二

- 大原康之助＝柳原大納言資廉：片岡千恵蔵
- 紀伊大納言光貞：市川右太衛門

## スタッフ
監督を除く職掌と順序はタイトルバックに基づく。
- 監督：松田定次
- 製作：大川博
- 企画：坪井與、辻野公晴、中村有隣
- 脚本：小国英雄

- 撮影：川崎新太郎
- 照明：山根秀一
- 録音：東城絹児郎
- 美術：川島泰三
- 音楽：富永三郎
- 編集：河合勝巳

- 記録：石田照
- 装置：松井三郎
- 装飾：秋田実
- 美粧：林政信
- 結髪：桜井文子
- 衣裳：三上剛
- 擬斗：足立伶二郎
- 進行主任：渡部健作

## ネット配信
- 東映時代劇YouTube：2023年11月3日16:00（JST） - 同年同月19日23:59（JST）